# Ciencia cristiana

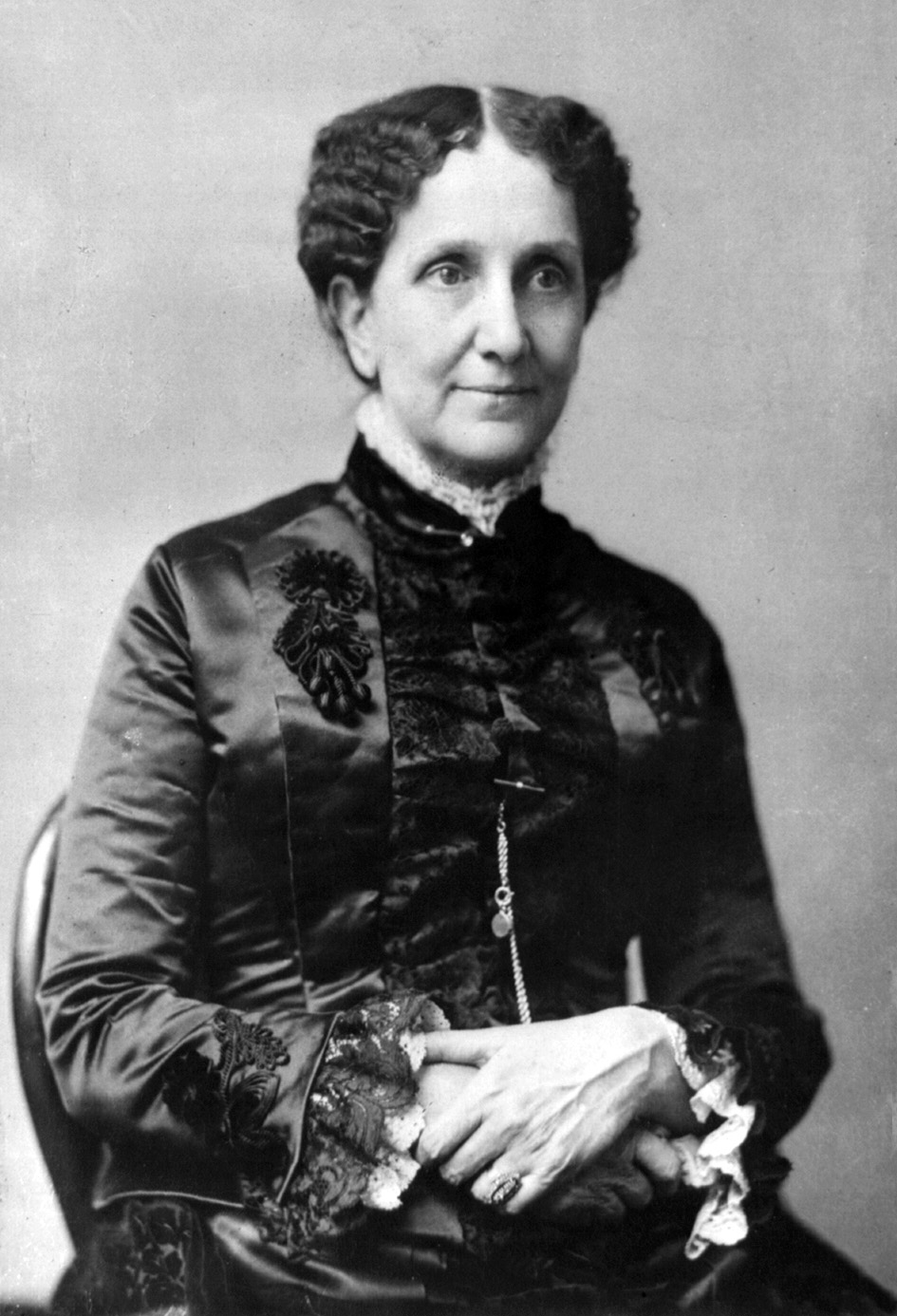
Fotografía de Mary Baker Eddy (1821-1910), fundadora de la ciencia cristiana.

La ciencia cristiana es un sistema de creencias religiosas y espirituales establecido en el siglo XIX por Mary Baker Eddy (1821-1910), que según sus adeptos sirve para curar enfermedades. La iglesia que practica la ciencia cristiana se denomina Iglesia de Cristo, Científico. Sus adeptos sostienen que esta es una «ciencia» en el sentido de que interpreta y demuestra las leyes de Dios. Sin embargo, su práctica no se relaciona con el método científico.

## Historia
En 1875, Mary Baker Eddy publicó la primera edición de su libro Ciencia y salud con clave de las Escrituras, el pilar de la religión que fundó. En él escribió que «el Principio divino de la curación se comprueba en la experiencia personal de cualquier investigador sincero de la Verdad» y que ella había comprobado esta práctica en su propia vida.
En 1879 se fundó en Boston, Estados Unidos, la The First Church of Christ, Scientist (Primera Iglesia de Cristo, Científico), también conocida como Iglesia de la Ciencia Cristiana.